# Franz Hellweger

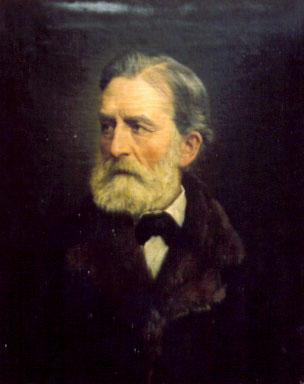
Franz Hellweger (Porträt von Josef Büche, 1883)

Franz Hellweger (* 7. September 1812 in St. Lorenzen im Pustertal; † 15. Februar 1880 in Innsbruck) war ein Tiroler Maler.

## Leben und Wirken

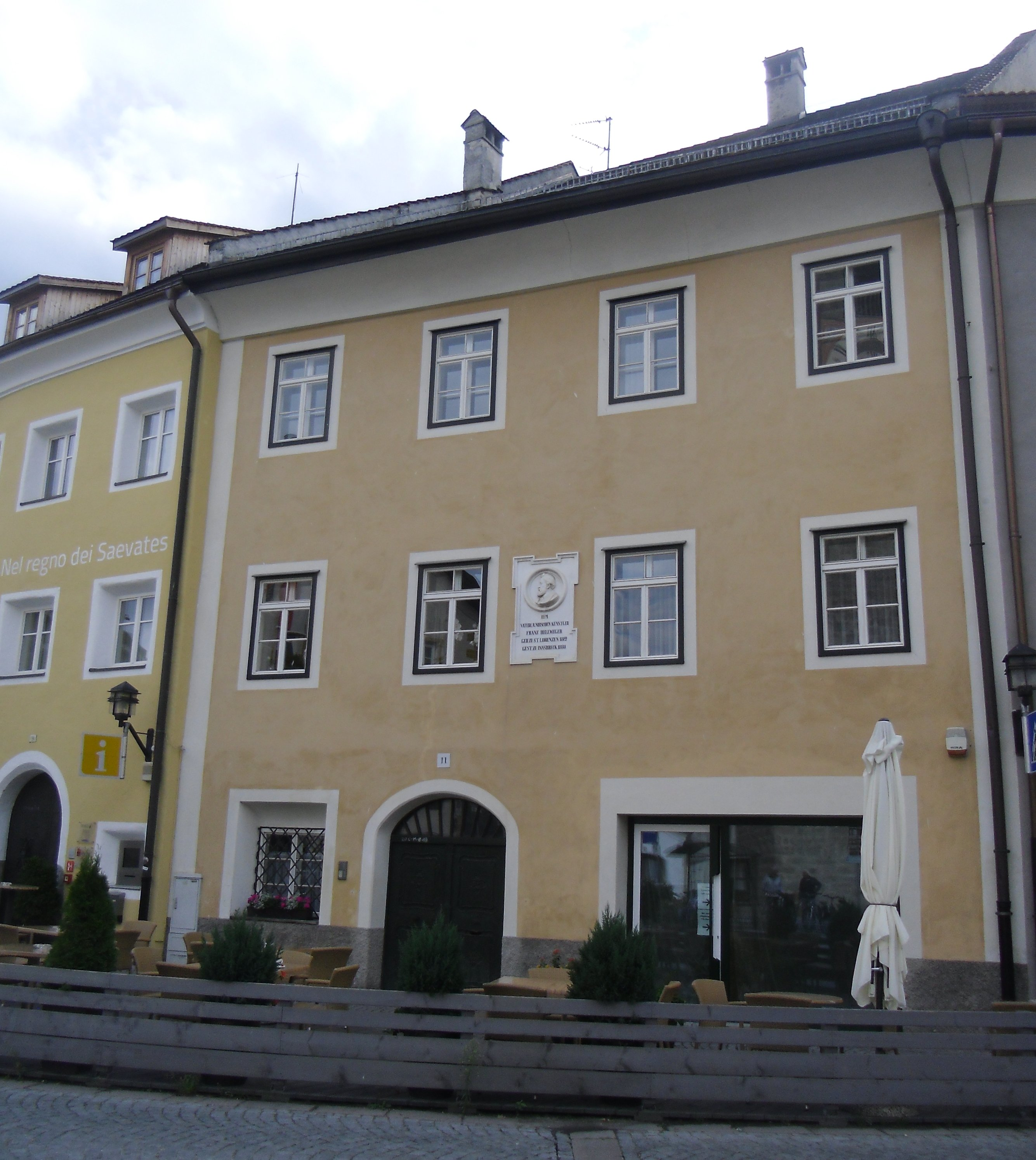
Hellwegers Geburtshaus in St. Lorenzen

Hellweger wurde als Sohn des wohlhabenden Kaufmanns Josef Hellweger und der Elisabeth Damm geboren. Er besuchte die Schule in St. Lorenzen, danach die k. k. Kreishauptschule in Brixen. 1823 starb sein Vater, als er elf Jahre alt war. Im Alter von 15 Jahren ging er bei dem Maler Andreas Winkler in Mühlen im Tauferer Tal in die Lehre, wo er drei Jahre blieb. Der Kunstliebhaber Johann Vintler aus Bruneck wurde auf seine Arbeiten aufmerksam; er wurde sein Freund und Förderer.
Im Oktober 1832 ging Hellweger auf die Akademie in München. Hellweger wurde in die königliche Akademie aufgenommen. Er zeichnete zunächst unter Professor Clemens von Zimmermann im Antikensaal. Gleichzeitig besuchte er die Malklasse von Professor Heinrich Maria von Hess.

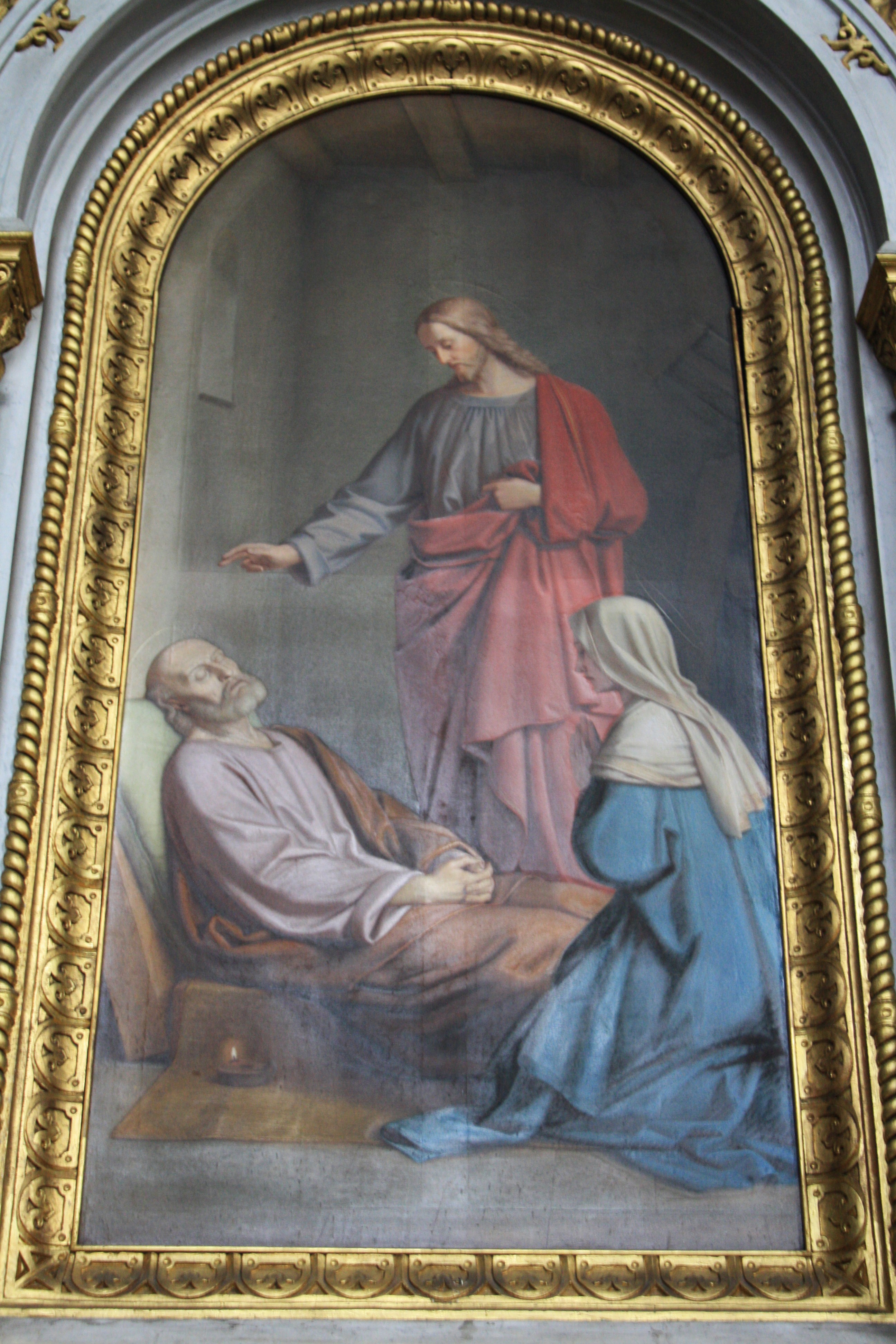
Tod des hl. Joseph, Altarblatt in der Pfarrkirche Bruneck

1837 vollendete Hellweger sein erstes Altarblatt Die Vermählung der heiligen Katharina für die Kirche in Aufhofen im Pustertal.
Von 1838 bis 1840 arbeitete er für Peter von Cornelius bei der Ausschmückung der Ludwigskirche in München mit Fresken mit. Im Sommer 1843 half er Eduard von Steinle bei der Ausmalung des Chores im Kölner Dom mit Fresken.
1844/45 reiste er mit den Brüdern Johann und Claudius Schraudolph nach Italien und hielt sich fünf Monate in Rom auf, wo er in Kontakt zu den dort verbliebenen Nazarenern kam. 1846 zurückgekehrt, half er Johann von Schraudolph bei der Ausmalung des Speyerer Domes. Für die von König Ludwig I. von Bayern gestifteten Bayernfenster im Kölner Dom entwarf  die „Steinigung des Hl. Stephanus“ und die „Predigt von Johann Baptist in der Wüste“. 
Im Juni 1851 kehrte er nach Tirol zurück und wandte sich ganz der Tafelmalerei zu. Neben Altarbildern, die auch in Reproduktionen als Andachtsbilder Verbreitung fanden, entstanden nun auch Porträts. Von 1851 bis 1862 arbeitete er in Hall in Tirol. 1862 zog er nach Innsbruck; im gleichen Jahr heiratete er Marie von Wenger aus Hall, eine Tochter aus einem alten Handelshaus. Aus der Ehe gingen zwei Söhne hervor: Michael wurde später Priester und unterrichtete am Knabenseminar in Brixen, Ludwig wurde Landessekretär in Innsbruck.
Von Hellwegers Werken sind heute 78 identifizierbare Gemälde erhalten, die sich teils in kirchlichem, teils in privatem Besitz befinden. Hellweger gilt als bedeutendster Vertreter der Malerei der Nazarener in Tirol. 
Am 1. Februar 1880 erkrankte Hellweger an einer Erkältung, die sich zu einer Lungenentzündung verschlimmerte. An deren Folgen starb er am 15. Februar 1880 in Innsbruck.